# Dwight Morrow
Dwight Whitney Morrow, född 11 januari 1873 i Huntington, West Virginia, död 5 oktober 1931 i Englewood, New Jersey, var en amerikansk republikansk politiker, affärsman och diplomat. Han representerade delstaten New Jersey i USA:s senat från 1930 fram till sin död.
Morrow utexaminerades 1895 från Amherst College. Han kände Calvin Coolidge från studietiden vid Amherst. Han studerade sedan juridik vid Columbia University och inledde 1899 sin karriär som advokat i New York. Han flyttade 1903 till Englewood. Han blev 1913 partner i J.P. Morgan & Co. och gjorde en stor förmögenhet inom bankbranschen. Han var en av de rikaste i New Jersey.
Morrow var USA:s ambassadör i Mexiko 1927-1930. Han bjöd 1927 Charles Lindbergh till Mexiko för att motta publikens hyllningar efter den första soloflygningen non-stop över Atlanten tidigare samma år. Morrows dotter Anne gifte sig 1929 med Lindbergh.
Senator Walter Evans Edge avgick 1929 och David Baird Jr. blev utnämnd till senaten fram till fyllnadsvalet 1930. Morrow vann fyllnadsvalet och valdes dessutom till en hel mandatperiod i senaten. Han efterträdde Baird som senator i december 1930. Han avled i ämbetet redan följande år. Hans grav finns på Brookside Cemetery i Englewood.